# Pojedynek w Abilene
Pojedynek w Abilene (ang. Gunfight in Abilene) – amerykański western z 1967 roku w reżyserii Williama Hale.
Drugi film zrealizowany jako ponowna adaptacja na podstawie opowiadania Clarence'a Upsona Younga pt. Gun Shy. Poza główną rolą piosenkarz Bobby Darin zaistniał w nim jako twórca filmowej muzyki oraz autor i wykonawca lirycznego utworu Amy.

## Fabuła
Po zakończeniu wojny secesyjnej major wojsk konfederackich Cal Wayne powraca do domu w Kansas. Tam dowiaduje się, że uznano go zmarłego, a jego narzeczona Amy zaręczyła się z bogatym i wpływowym  ranczerem Eversem, który przewodzi miejscowym hodowcom bydła. Jako dawny przyjaciel składa on Calowi propozycję, by objął urząd szeryfa, zastępując jego obecnego nominata – brutalnego i nie lubianego przez mieszkańców Slade’a. W odwecie Slade mści się maltretując na śmierć innego przyjaciela Wayne’a, młodego Corda Deckera. Kiedy jednak po ostrej sprzeczce z Eversem, zabija też swego dotychczasowego patrona, a konflikt między miejscowymi farmerami a ranczerami gwałtownie narasta, Cal jako szeryf decyduje się ostatecznie rozprawić z byłym stróżem prawa. Dochodzi do nocnego pojedynku na ulicach miasta.

## Obsada
- Bobby Darin – Cal Wayne
- Emily Banks – Amy Martin
- Leslie Nielsen – Grant Evers
- Donnelly Rhodes – Joe Slade
- Don Galloway – Ward Kent, pomocnik szeryfa
- Frank McGrath – doktor Ned Martin, ojciec Amy
- Michael Sarrazin – Cord Decker, przyjaciel Cala
- Barbara Werle – Leann, dawna przyjaciółka Cala
- Johnny Seven – Loop, człowiek Slade’a
- William Phipps – Frank Norton, człowiek Eversa
- Don Dubbins – Sprague, przywódca farmerów
- William Mims – Ed Scovie
- Robert Sorrells – Nelson